# Daimler Riemenwagen
Pour les articles homonymes, voir Daimler.
La Daimler Riemenwagen est la troisième automobile du constructeur automobile allemand Daimler-Motoren-Gesellschaft, fabriquée à 150 exemplaires, entre 1895 à 1899.

## Historique
Après leur prototype Daimler Stahlradwagen de 1889, et les Daimler Schroedter-Wagen produites à 12 exemplaires entre 1892 et 1895, Gottlieb Daimler et Wilhelm Maybach conçoivent et produisent ce modèle avec succès, à 150 exemplaires entre 1895 et 1899.

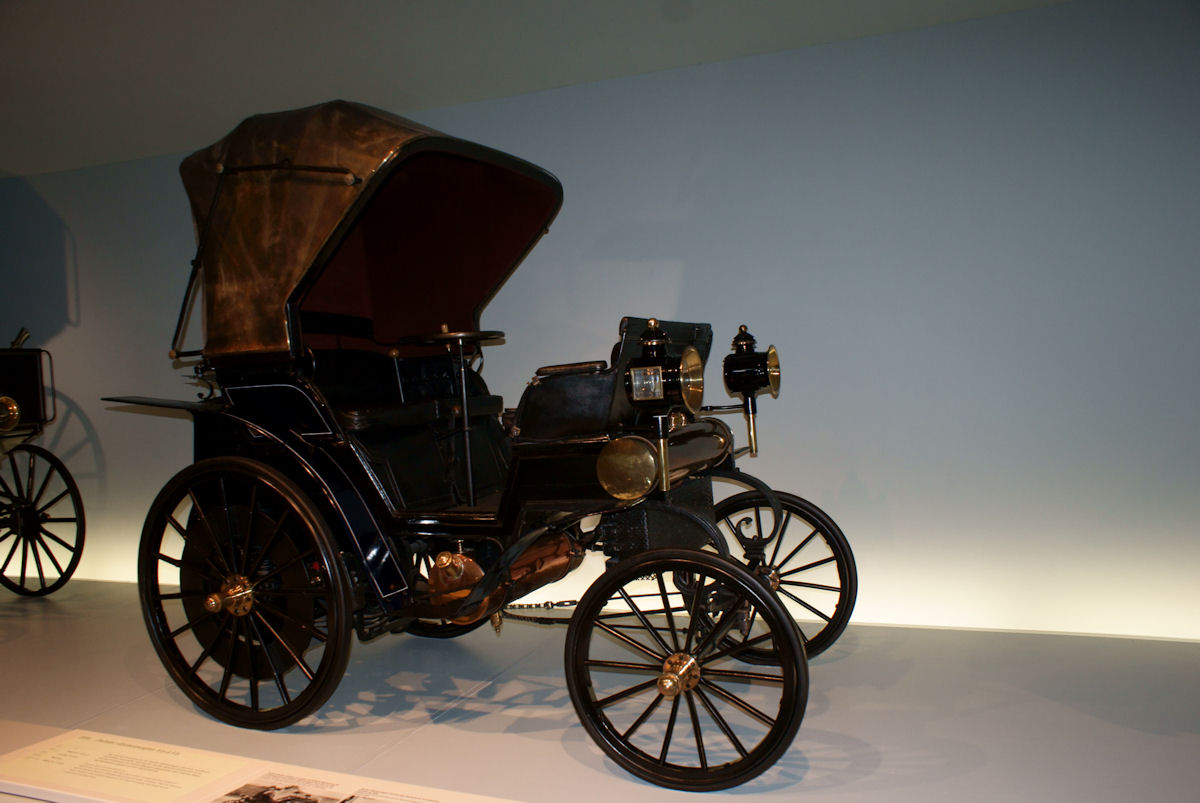
Musée Mercedes-Benz de Stuttgart
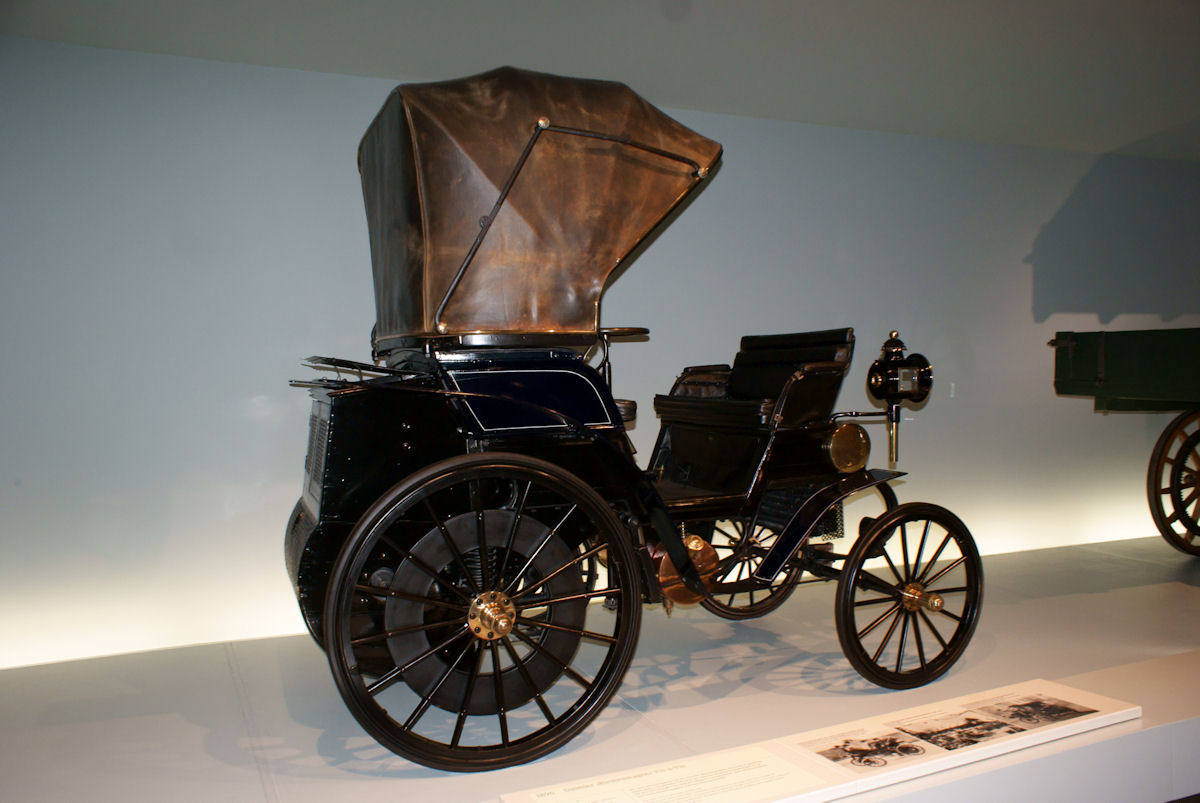
Musée Mercedes-Benz de Stuttgart
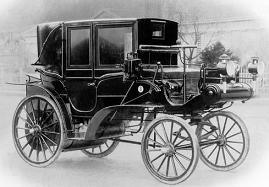
Version taxi Victoria, 1897

Elle est proposée en plusieurs variantes de carrosseries, avec cinq versions de puissance de moteur 2 cylindres en V Daimler : 760, 1025, 1060, 1530, et 2190 cm³ pour des vitesses maximum de 16 à 40 km/h, avec pour concurrents les Benz Ideal et Benz Victoria de Carl Benz, Panhard & Levassor Type A, Panhard & Levassor A1 et A2, Peugeot Type 5 à Peugeot Type 15, Delahaye type 1 d'Émile Delahaye, L'Éclair des frères André Michelin et Édouard Michelin...

Modèles anglais Daimler Motor Company
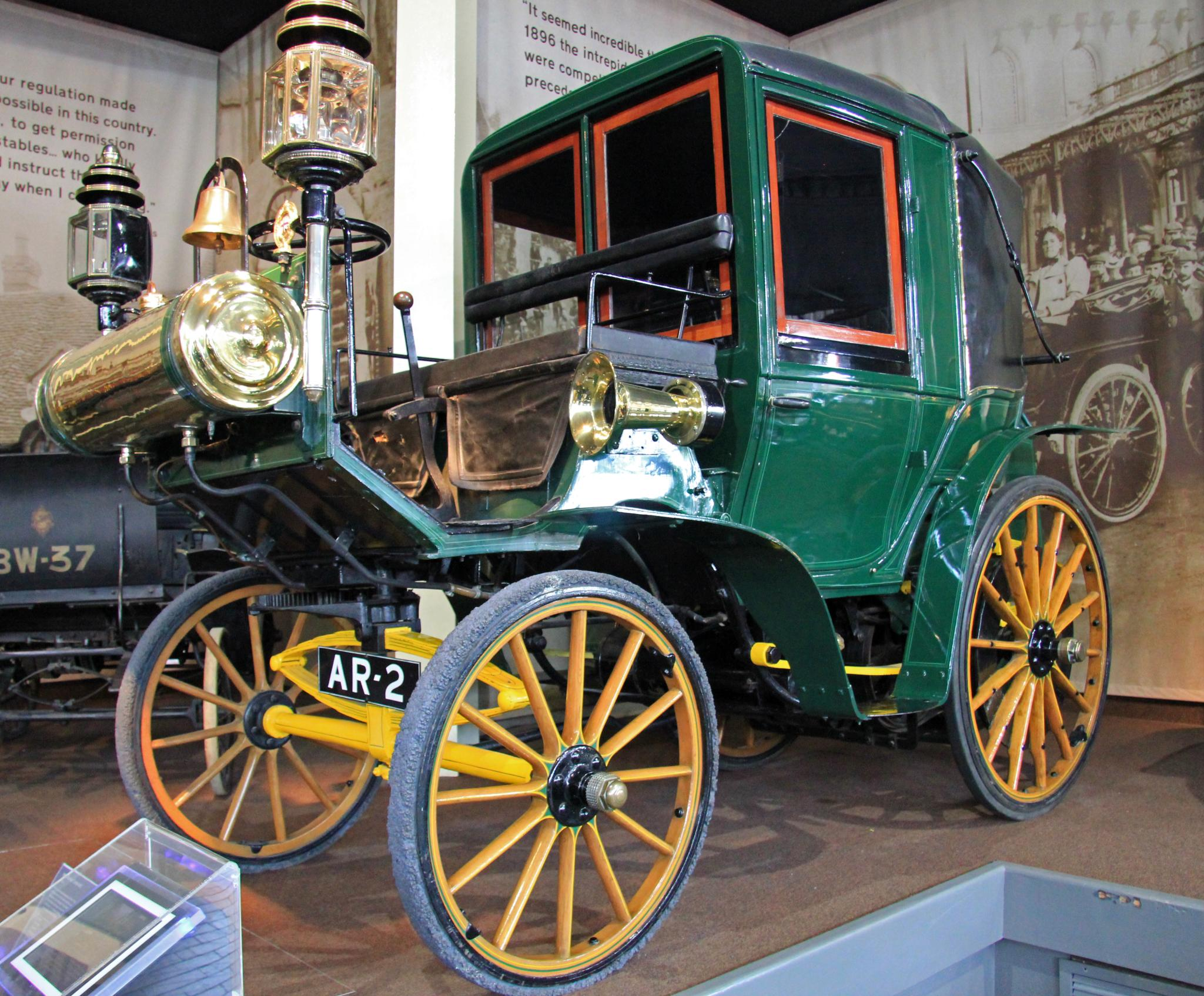
Daimler Cannstatt, Daimler Motor Company, 1898
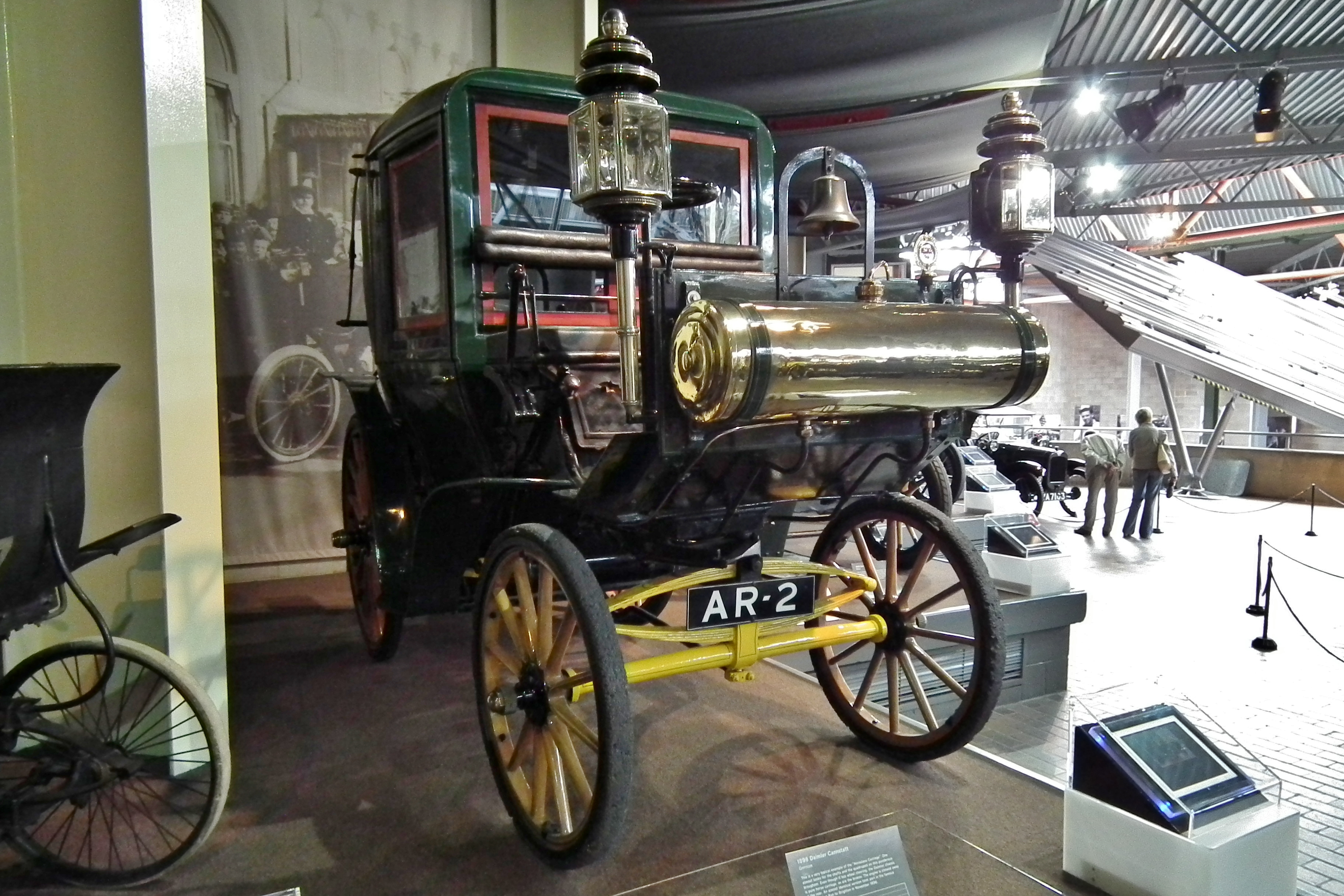
Daimler Cannstatt, Musée automobile de Beaulieu, Grande-Bretagne
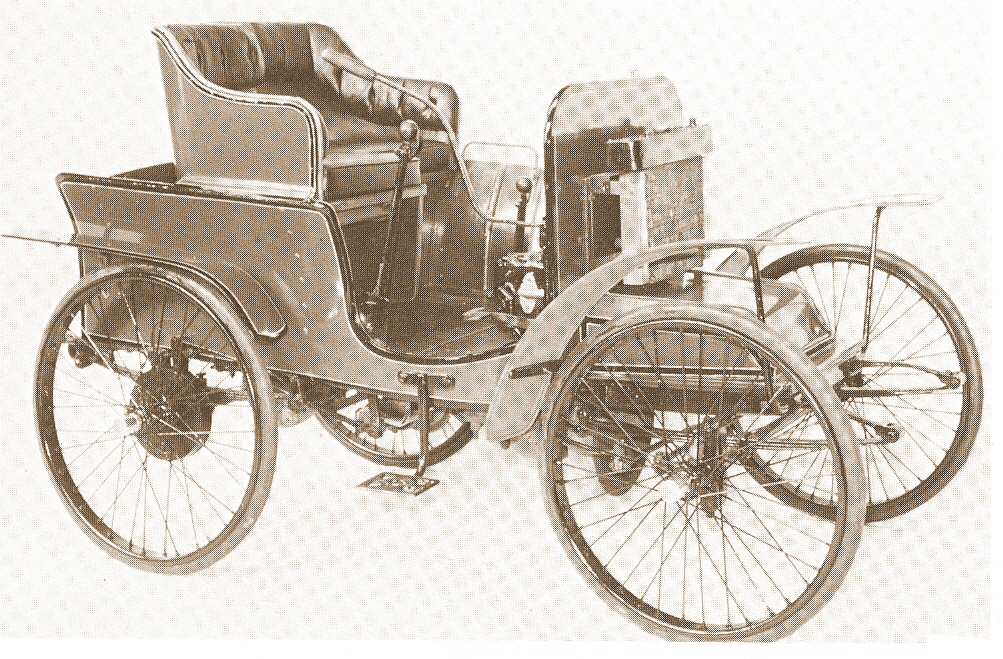
Simms-Welbeck, Daimler Motor Company, 1898

À partir de 1896 la compagnie de taxi allemand « Daimler motorisé Cab Company » exploite jusqu'à sept de ses véhicules, les premiers taxis à essence de l'histoire, qui parcourent environ 70 km par jour.
En 1896 Daimler industrialise ses premiers camions à essence Daimler Motor-Lastwagen de l'histoire du transport. L'industriel Frederick Richard Simms achète la licence de fabrication des moteurs Daimler pour l'Empire britannique, et fonde Daimler Motor Company à Coventry en Angleterre, ou les modèles de la marque sont souvent nommés « Daimler Kannshtadt / Daimler Cannstatt » rapport à ses origines (avant d’être rachetée par Jaguar en 1960). Il fabrique et commercialise les premières automobile à essence du pays, et fonde également l'Automobile Club de Grande-Bretagne en 1897, qui devient plus tard le Royal Automobile Club.
En 1897, Max von Duttenhofer, président du conseil de surveillance et Wilhelm Lorenz, membre du conseil de surveillance de la Daimler-Motoren-Gesellschaft, ainsi que Kilian Steiner, ont conclu un pacte dans le dos de Gottlieb Daimler avec Adolf Altmann (1850-1905), propriétaire d’Ad. Altmann & Comp G.m.b.H à Berlin, qui fabriquait des moteurs stationnaires pour l’agriculture depuis 1879. En 1897, par exemple, Allgemeine Motorwagen G.m.b.H. a été fondée avec la participation d’industriels de l’armement, dont Heinrich Ehrhardt, Emil Rathenau et Frederick Richard Simms. L’administration était située à la Luisenstraße 37 à Berlin. À partir de 1897, des véhicules ont commencé à y être construits sous licence Daimler. Duttenhofer avait transmis la licence sans l’autorisation de Daimler. Les véhicules construits à Berlin ont été construits et exportés en tant que véhicules Daimler, bien qu’ils n’aient pas atteint la qualité des véhicules DMG. En raison des meilleurs prix, l’entreprise s’est rapidement développée et a acquis un grand site industriel à Berlin Marienfelde.
Le 3 novembre 1898, l’entreprise a été rebaptisée Motorfahrzeug- und Motorenfabrik Berlin AG, dans laquelle Ad. Altmann & Comp G.m.b.H. a été fusionné.
Après la mort de Daimler, une société parallèle n’avait plus de sens et a été incorporée à DMG par décision de l’assemblée générale de juin 1902.

## Chiffres de production Daimler Motor Kutsche „Riemenwagen“
| Année                              | 1895 | 1896 | 1897 | 1898 | 1899 | total |
| ---------------------------------- | ---- | ---- | ---- | ---- | ---- | ----- |
| Riemenwagen, y compris les camions | 3    | 23   | *    | *    | *    | 150   |
| Y compris les camions 4 PS         | 0    | *    | *    | *    | *    | 11    |
| Y compris les camions 6 PS         | 0    | *    | *    | *    | *    | 6     |
| Y compris les camions 10 PS        | 0    | 0    | *    | *    | *    | 9     |

 Sur les 150 « voitures à ceinture », environ 110 véhicules étaient équipés du moteur de 4 ch.
| Année                               | 1895 | 1896 | 1897 | 1898 | 1899 | total |
| ----------------------------------- | ---- | ---- | ---- | ---- | ---- | ----- |
| Daimler Schroedter                  | 5    | 0    | 0    | 0    | 0    | 12    |
| Daimler Motorwagen-Kutsche          | 0    | 1    | 0    | 0    | 0    | 1     |
| Daimler Phoenix- Wagen              | 0    | 0    | *    | *    | *    |       |
| Production automobile Daimler 95-99 | 8    | 24   | 26   | 57   | 108  |       |